# 서울특별시교육청
서울특별시교육청(서울特別市敎育廳, Seoul Metropolitan Office of Education)은 대한민국 서울특별시의 교육과 학예에 관한 사무를 담당하는 지방교육행정기관이다.

## 연혁
- 1956년 10월 2일: 서울특별시 교육위원회 발족(2국 7과)
- 1961년 5월 16일: 5·16 군사 정변으로 서울특별시 교육위원회 기능 정지 및 해산
- 1962년 1월 13일: 교육자치제 폐지, 서울특별시 교육국으로 편입
- 1964년 1월 1일: 교육자치제 부활(2국 7과)
- 1968년 12월 30일: 청사 신축(서소문동 85-3, 현재의 서소문로 124)
- 1972년 12월 30일: 교육구청 신설(동부, 서부, 남부, 북부)
- 1977년 12월 24일: 청사 신축(여의도동 1-163, 현재의 윤중중학교 교사)
- 1980년 2월 27일: 교육구청 증설(중부, 강남)
- 1981년 8월 24일: 현재의 청사 신축, 이전(신문로2가 경희궁지 내)
- 1983년 2월 23일: 동작 교육구청 신설
- 1987년 9월 3일: 교육구청 증설(강동, 강서)
- 1991년 3월 26일: 교육위원회 분리 개편, 합의제 집행기관인 교육위원회를 심의 의결 기관인 교육위원회와 집행기관인 교육감으로 분리기관명칭, 교육위원회 및 교육구청을 교육청으로 개칭
- 1996년 3월 1일: 지역교육청 증설(성동, 성북)
- 2010년 9월 1일: 지역교육청 명칭을 "서울특별시 ○○교육청 → 서울특별시 ○○교육지원청"으로 변경

## 조직
| \| 실·국 \| 담당관실·과 \| \| 교육감 산하 하부조직 \| 교육감 산하 하부조직 \| \| ---------------------- \| --------------------------------------------------------------------------------------------------------- \| \| \| - 대변인실 \| \| 부교육감 산하 하부조직 \| \| \| \| - 감사관실 - 총무과 - 안전총괄담당관실 \| \| 기획조정실 \| - 정책기획관실 - 예산담당관실 - 행정관리담당관실 - 참여협력담당관실 - 노사협력담당관실 - 대외협력담당관실 \| \| 교육정책국 \| - 디지털·혁신미래교육과 - 유아교육과 - 초등교육과 - 중등교육과 - 교수학습·기초학력지원과 \| \| 평생진로교육국 \| - 평생교육과 - 민주시민생활교육과 - 진로직업교육과 - 체육건강예술교육과 - 특수교육과 \| \| 교육행정국 \| - 학교지원과 - 교육재정과 - 교육시설안전과 - 미래학교추진단 - 청사이전추진단[내용 1] \| | - 교육연구정보원 - 과학전시관 - 교육연수원 - 학생교육원 - 유아교육진흥원 - 학교보건진흥원 - 학생체육관 - 서울특별시립평생학습관 - 서울특별시교육청마포평생학습관 - 서울특별시교육청노원평생학습관 - 서울특별시교육청고덕평생학습관 - 서울특별시교육청영등포평생학습관 - 서울특별시립도서관 - 서울특별시교육청정독도서관 - 서울특별시교육청종로도서관 - 서울특별시교육청남산도서관 - 서울특별시교육청동대문도서관 - 서울특별시교육청어린이도서관 - 서울특별시교육청용산도서관 - 서울특별시교육청도봉도서관 - 서울특별시교육청강남도서관 - 서울특별시교육청강서도서관 - 서울특별시교육청개포도서관 - 서울특별시교육청강동도서관 - 서울특별시교육청구로도서관 - 서울특별시교육청서대문도서관 - 서울특별시교육청고척도서관 - 서울특별시교육청양천도서관 - 서울특별시교육청동작도서관 - 서울특별시교육청송파도서관 - 교육시설관리본부 - 서울특별시동부교육지원청 - 서울특별시서부교육지원청 - 서울특별시남부교육지원청 - 서울특별시북부교육지원청 - 서울특별시중부교육지원청 - 서울특별시강동송파교육지원청 - 서울특별시강서양천교육지원청 - 서울특별시강남서초교육지원청 - 서울특별시동작관악교육지원청 - 서울특별시성동광진교육지원청 - 서울특별시성북강북교육지원청 |
| 실·국 | 담당관실·과 |
| 교육감 산하 하부조직 | |
| | - 대변인실 |
| 부교육감 산하 하부조직 | |
| | - 감사관실 - 총무과 - 안전총괄담당관실 |
| 기획조정실 | - 정책기획관실 - 예산담당관실 - 행정관리담당관실 - 참여협력담당관실 - 노사협력담당관실 - 대외협력담당관실 |
| 교육정책국 | - 디지털·혁신미래교육과 - 유아교육과 - 초등교육과 - 중등교육과 - 교수학습·기초학력지원과 |
| 평생진로교육국 | - 평생교육과 - 민주시민생활교육과 - 진로직업교육과 - 체육건강예술교육과 - 특수교육과 |
| 교육행정국 | - 학교지원과 - 교육재정과 - 교육시설안전과 - 미래학교추진단 - 청사이전추진단 |

## 같이 보기
- 서울특별시교육감
- 서울특별시 부교육감
- 대한민국 교육부
- 서울특별시청
- 서울특별시의회

### 내용주
1. ↑  2026년 2월 28일까지 존속하는 한시조직

## 참고 문헌
- 본 문서에는 서울특별시에서 지식공유 프로젝트를 통해 퍼블릭 도메인으로 공개한 저작물을 기초로 작성된 내용이 포함되어 있습니다.